# Massacre de Tillia
O Massacre de Tillia ocorreu em 21 de março de 2021  no Níger, no contexto da Guerra do Sahel.

## Contexto
Responsável em 2019 por numerosos ataques mortais na região das três fronteiras, o Estado Islâmico no Grande Saara (EIGS) sofreu pesados reveses em 2020 contra as forças francesas da Operação Barkhane, mas também contra o Grupo de Apoio ao Islã e aos Muçulmanos, e parece enfraquecido. No entanto, no início de 2021, a organização lançou novos ataques de grande envergadura na fronteira entre o Mali e o Níger. Em 4 de março de 2021, cerca de dez milicianos tuaregues do Movimento para a Salvação de Azauade (MSA) foram mortos no sudeste do Mali. Em 15 de março, 33 soldados malineses perderam a vida em um ataque ao campo militar de Tessit. No mesmo dia, 66 civis foram massacrados no Níger nas proximidades de Darey-Daye, perto de Bani-Bangou.

## Desenvolvimento
Em 21 de março, seis dias após o massacre de Darey-Daye, homens armados atacaram os vilarejos de Intazayene, Bakorat e Wistane, bem como os acampamentos circundantes, na comuna de Tillia, localizada na região de Tahoua. Segundo declarações à AFP por uma autoridade local eleita, os agressores se deslocaram em motocicletas e atiraram em “tudo o que se movia”.
As vítimas dos massacres são tuaregues e o ataque teria sido cometido pelo Estado Islâmico no Grande Saara.
Para o jornalista da France 24 Wassim Nasr, embora não reivindicado, o ataque foi certamente perpetrado pelo EIGS: "O Estado Islâmico pretendia recolher o zakat, seu imposto, sobre os tuaregues e seus rebanhos, mas estes se opuseram. Além disso, acusaram os aldeões de terem colaborado com outro grupo rival, o Grupo de Apoio ao Islã e aos Muçulmanos (GSIM), uma subsidiária da Al-Qaeda. A organização jihadista, portanto, respondeu com esses massacres. [...] Sempre ocorrem assassinatos de civis na área. Estes, estão abandonados à própria sorte pelos Estados ausentes e pelas comunidades, originalmente nem um pouco preocupados com a jihad, veem-se obrigados, para sobreviver, a escolher seu acampamento entre as duas organizações jihadistas que estão tentando ganhar influência  na região".

## Perdas humanas
Na noite de 22 de março, o governo do Níger anunciou um total de 137 mortos. O porta-voz do governo, Zakaria Abdourahamane, declarou: "A essa altura, visando sistematicamente as populações civis, esses bandidos armados estão dando mais um passo à frente no horror e na barbárie.". Um luto nacional de três dias foi decretado..

## Videografia
- Niger : 137 civils assassinés, est-ce un retour en force de l’OEI ?, France 24, 23 de março de 2021.